# Paraphysa parvula
Paraphysa parvula é uma espécie de aranha pertencente à família Theraphosidae (tarântulas).